# Łasin
Łasin é um município da Polônia, na voivodia da Cujávia-Pomerânia e no condado de Grudziądz. Estende-se por uma área de 4,79 km², com 3 320 habitantes, segundo os censos de 2017, com uma densidade de 693,1 hab/km².